# Psychroplanes obsoleta
Psychroplanes obsoleta is een zeekomkommer uit de familie Elpidiidae.
De wetenschappelijke naam van de soort werd in 1899 gepubliceerd door E. Hérouard.